# Karl Hähnel
Karl Hähnel (* 11. Oktober 1892 in Ilversgehofen, heute Stadtteil von Erfurt, Thüringen; † 14. Mai 1966 in Königstein (Oberpfalz), Bayern) war ein deutscher Leichtathlet und Olympiateilnehmer, der in den 1920er und 1930er Jahren zu den weltbesten Gehern gehörte. Am 20. September 1924 stellte er in Berlin mit der Zeit von 4:36:21 h eine Weltbestzeit im 50-km-Gehen auf.
Ein deutscher Rekord gelang ihm am 2. Oktober 1932 in Berlin mit der Zeit von 4:26:28 h. Bei den Olympischen Spielen 1932 in Los Angeles belegte er im 50-km-Gehen Platz vier (5:06:06 h). Karl Hähnel gehörte dem Sportverein SC Schwarz-Weiß Erfurt an.
Hähnel wurde zwischen 1921 und 1938 neunmal Deutscher Meister, zweimal Vizemeister und einmal Dritter im 50-km-Gehen sowie 1922 Meister im 5000-Meter-Bahngehen.